# Amastridium veliferum
Amastridium veliferum är en ormart som beskrevs av Cope 1860. Amastridium veliferum ingår i släktet Amastridium och familjen snokar.
Arten förekommer med flera från varandra skilda populationer från södra Nicaragua över Costa Rica till Panama. Den lever i låglandet och i bergstrakter upp till 1200 meter över havet. Habitatet utgörs av fuktiga skogar och antagligen behöver arten ursprungliga skogar. Amastridium veliferum gräver i lövskiktet och har groddjur som föda. Honor lägger ägg.
För beståndet är inga hot kända. IUCN listar arten som livskraftig (LC).

## Underarter
Arten delas in i följande underarter:
- A. v. sapperi (den listas av The Reptile Database som art)[8]
- A. v. veliferum